# Insurrezione nazionale slovacca
L'insurrezione nazionale slovacca (in slovacco: Slovenské národné povstanie, abbreviata in SNP) fu un'insurrezione armata organizzata dagli slovacchi nell'ambito della Resistenza durante la seconda guerra mondiale. Ebbe inizio il 29 agosto 1944 dalla città di Banská Bystrica come un tentativo di rovesciare il governo collaborazionista di Jozef Tiso. Anche dopo che l'insurrezione fu sconfitta dai tedeschi, la guerriglia continuò fino alla liberazione della Slovacchia da parte dell'Armata Rossa nel 1945.
Nel dopoguerra, molti soggetti politici tentarono di rivendicare l'insurrezione. Il regime filo-sovietico in Cecoslovacchia presentava l'insurrezione come un evento organizzato e capeggiato dai comunisti. I nazionalisti slovacchi, d'altro canto, sostennero che l'insurrezione fu un complotto contro la nazione slovacca, poiché uno dei suoi obiettivi principali era di rovesciare la Repubblica slovacca e di ristabilire la Cecoslovacchia, in cui gli slovacchi erano soggiogati dai cechi. In effetti, molte fazioni presero parte all'insurrezione: unità ammutinate dell'esercito slovacco, formazioni partigiane, partigiani comunisti e forze internazionali.

## Preparativi
Edvard Beneš, a capo del governo in esilio della Cecoslovacchia a Londra, cominciò i preparativi per una possibile rivolta nel 1943 quando prese i primi contatti con alcuni dissidenti dell'esercito slovacco. Nel dicembre del 1943, i vari gruppi che saranno coinvolti nell'insurrezione diedero vita al clandestino Consiglio Nazionale Slovacco e firmarono il cosiddetto Trattato di Natale, una dichiarazione congiunta per riconoscere l'autorità di Beneš e per ricostituire la Cecoslovacchia al termine della guerra. Il Consiglio si incaricò di gestire la fase preparatoria dell'insurrezione.
Nel marzo del 1944, Ján Golian divenne responsabile dei preparativi. I cospiratori ammassarono denaro, munizioni e altri generi necessari nelle basi militari della Slovacchia centrale e orientale. I ribelli si imposero il nome di Forze Interne Cecoslovacche e di Primo esercito cecoslovacco. Circa 3200 soldati slovacchi disertarono e si unirono a gruppi partigiani o all'Armata Rossa. Nell'aprile 1944 Rudolf Vrba e Alfred Wetzler, due ebrei slovacchi, evasero da Auschwitz e resero pubblici gli orrori dei campi di sterminio tedeschi.
Nell'estate del 1944 i partigiani intensificarono la loro lotta contro le forze di occupazione tedesche soprattutto nelle montagne della Slovacchia centro-settentrionale. In luglio, le truppe dell'Armata Rossa in Unione Sovietica e in Polonia iniziarono ad avanzare verso la Slovacchia. Nell'agosto 1944 l'Armata Rossa era a Krosno, in Polonia, a circa 40 chilometri dal confine slovacco.
Due divisioni pesanti dell'esercito slovacco e l'intera aviazione furono trasferite a Prešov, nella Slovacchia nord-orientale, nell'estate del 1944, per eseguire uno dei due piani dell'insurrezione. Le due opzioni erano:
1. le due divisioni avrebbero iniziato l'insurrezione coordinandosi con l'esercito sovietico per la presa del Passo di Dukla (tra Polonia e Slovacchia, sui Carpazi)
2. le due divisioni si sarebbero messe agli ordini di Ján Golian per iniziare la Resistenza per affrontare immediatamente le forze di occupazione tedesche e tenere il passo fino all'arrivo dei Sovietici.

Il 27 agosto 1944 a Martin, un gruppo di partigiani comunisti in cooperazione con alcuni ufficiali dell'esercito slovacco uccise 30 membri di una missione tedesca in viaggio dalla Romania, Paese che era appena passato dalla parte degli Alleati. Le truppe tedesche iniziarono ad occupare la Slovacchia il giorno seguente per sedare la rivolta.
Alle ore 19 del 29 agosto 1944 il ministro della difesa slovacco generale Ferdinand Čatloš annunciò alla radio di stato che la Germania aveva occupato il Paese. Golian mandò un messaggio cifrato a tutte le unità alle ore 20 per dare inizio all'insurrezione. Invece di rispettare il piano, il colonnello Talský radunò l'intera aviazione della Slovacchia orientale il 30 agosto e abbandonò le due divisioni volando in Polonia per unirsi all'esercito sovietico. Le due divisioni, lasciate nel caos e senza ordini, furono rapidamente disarmate nel pomeriggio del 30 agosto senza che fosse sparato un colpo. Pertanto, l'insurrezione scoppiò prematuramente e perse una componente cruciale del piano, nonché le due divisioni pesanti capaci di resistere ad un'avanzata tedesca.

## Forze in campo

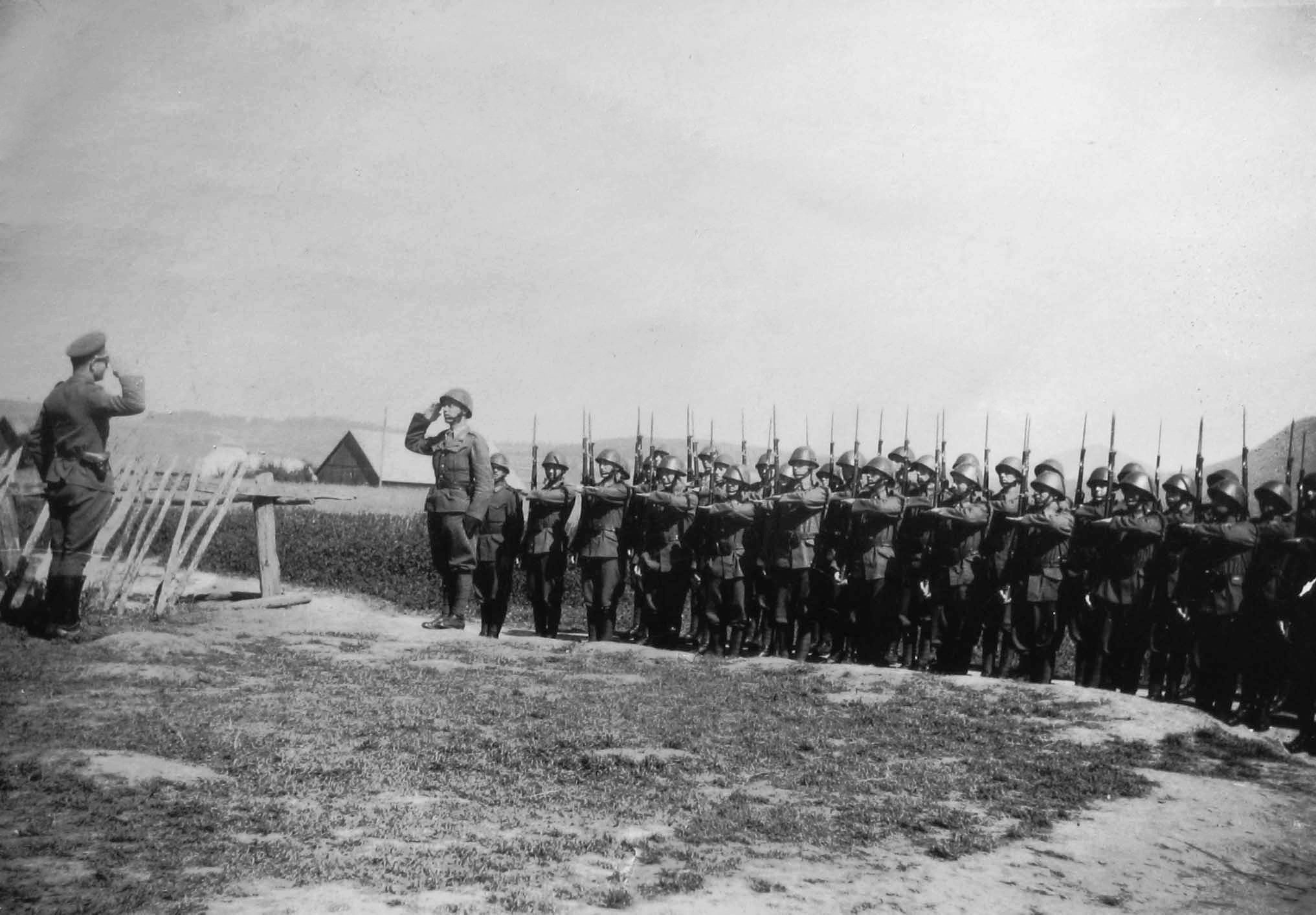
L'Ottava batteria d'artiglieria contraerei, che prese parte all'insurrezione nell'autunno 1944

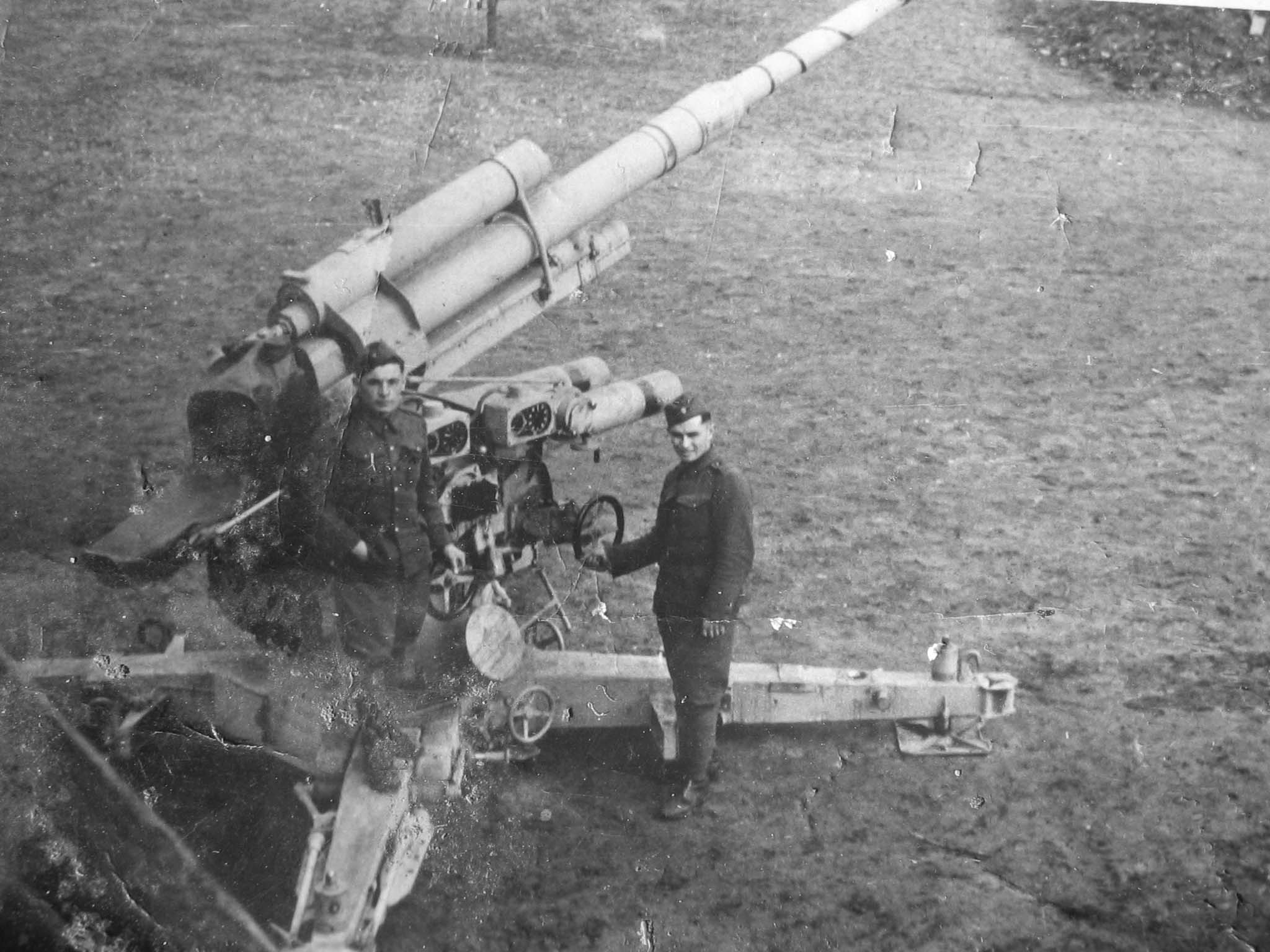
Cannone antiaereo da 8,8 cm Flak 37 L/56 in uso da parte delle forze slovacche

Le stime dell'esatto numero dei combattenti variano. Inizialmente, le forze insorgenti consistevano in circa 18000 uomini. Il totale salì a 47000 dopo la mobilitazione del 9 settembre 1944 e successivamente a 60000, più 18000 partigiani provenienti da oltre 30 Paesi. L'aviazione insorgente poteva contare su un esiguo numero di velivoli per lo più obsoleti.
In aggiunta alle forze slovacche, i combattenti comprendevano vari altri gruppi di prigionieri di guerra francesi, partigiani sovietici, reparti speciali e servizi segreti. Fu necessario ricorrere all'impiego di biplani e di improvvisati treni corazzati per combattere contro l'esercito tedesco meglio equipaggiato. Oltre ai rinforzi sovietici, alcuni bombardieri B-17 statunitensi atterrarono a Tri Duby il 7 ottobre 1944 e portarono rifornimenti e agenti dei servizi segreti. Al ritorno imbarcarono 25 piloti alleati catturati in Slovacchia nei mesi precedenti e 5 partigiani francesi.

## L'insurrezione

### Inizio
L'insurrezione iniziò il 29 agosto alle ore 20 sotto il comando di Ján Golian. I ribelli entrarono a Banská Bystrica la mattina del 30 agosto e vi installarono i propri quartieri generali. Le truppe tedesche disarmarono l'esercito della Slovacchia orientale il 31 agosto. Molti dei soldati furono inviati ai campi in Germania, mentre altri scapparono e si unirono ai partigiani o ritornarono a casa. Il 5 settembre Ján Golian divenne il comandante di tutte le forze della Resistenza in Slovacchia ed ebbe il grado di generale. Le forze slovacche in Slovacchia centrale mobilitarono 47000 uomini. Secondo l'analisi di Golian gli insorti potevano resistere per circa due settimane.
Il 10 settembre i ribelli controllavano vaste zone della Slovacchia centrale e orientale.

### Un'occasione sciupata
Il governo filotedesco di Tiso rimase al potere a Bratislava. Per reprimere l'insurrezione, la Germania trasferì 40000 SS, che catturarono e disarmarono due divisioni slovacche e 20000 soldati. Beneš aveva incontrato Stalin e Molotov a Mosca nel dicembre 1943 per ottenere l'appoggio sovietico all'insurrezione. Ciononostante, Stalin non riuscì ad inviare per tempo gli aiuti necessari agli insorti e addirittura bloccò le offerte occidentali di appoggio militare (come già accaduto poche settimane prima per l'insurrezione di Varsavia). Nel frattempo, il general Koniev e i quartieri generali dei partigiani sovietici a Kiev, in Ucraina, continuarono a sabotare gli insorti slovacchi, imponendo ai gruppi partigiani che operavano nelle posizioni avanzate in Slovacchia di condurre operazioni e di evitare il coordinamento con l'esercito slovacco insorto. La grande maggioranza dei lanci sovietici di armi sui territori insorti nella Slovacchia settentrionale e orientale fu prontamente requisita dai partigiani sovietici e ben pochi finirono nelle mani dell'esercito slovacco, per altro molto più forte e meglio addestrato.
L'8 settembre l'Armata Rossa iniziò un'offensiva sul passo di Dukla e tentò di invadere la Slovacchia attraverso i Carpazi. Quest'azione ritardataria e improvvisata ebbe come conseguenza un elevato numero di morti e feriti su entrambi i fronti e si arenò per circa due mesi.
Beneš, i partigiani sovietici e varie fazioni slovacche iniziarono a litigare fra di loro per contendersi il comando operativo. Il generale Golian non riuscì nei suoi tentativi di mettere tutti d'accordo. Il generale Rudolf Viest assunse il comando il 7 ottobre. Golian divenne comandante in seconda. Quando le rivalità politiche si riaccesero di fronte alla disfatta militare, Viest non riuscì a controllare la situazione.
L'insurrezione coincise anche con lo stallo dell'offensiva sovietica estiva, la sconfitta dell'insurrezione di Varsavia e altri problemi degli Alleati occidentali. L'Armata Rossa e i suoi alleati cecoslovacchi non riuscirono a conquistare il passo di Dukla nonostante gli intensi combattimenti dall'8 settembre al 28 ottobre; subirono 85000 perdite, tra i 21000 morti e i feriti. Il governo in esilio della Cecoslovacchia non riuscì a convincere gli alleati occidentali a superare l'ostruzionismo di Stalin e a inviare più rifornimenti.
Il 17 settembre due B-17 effettuarono un volo e confermarono i sospetti degli Alleati occidentali che la situazione stesse peggiorando.

### Controffensiva

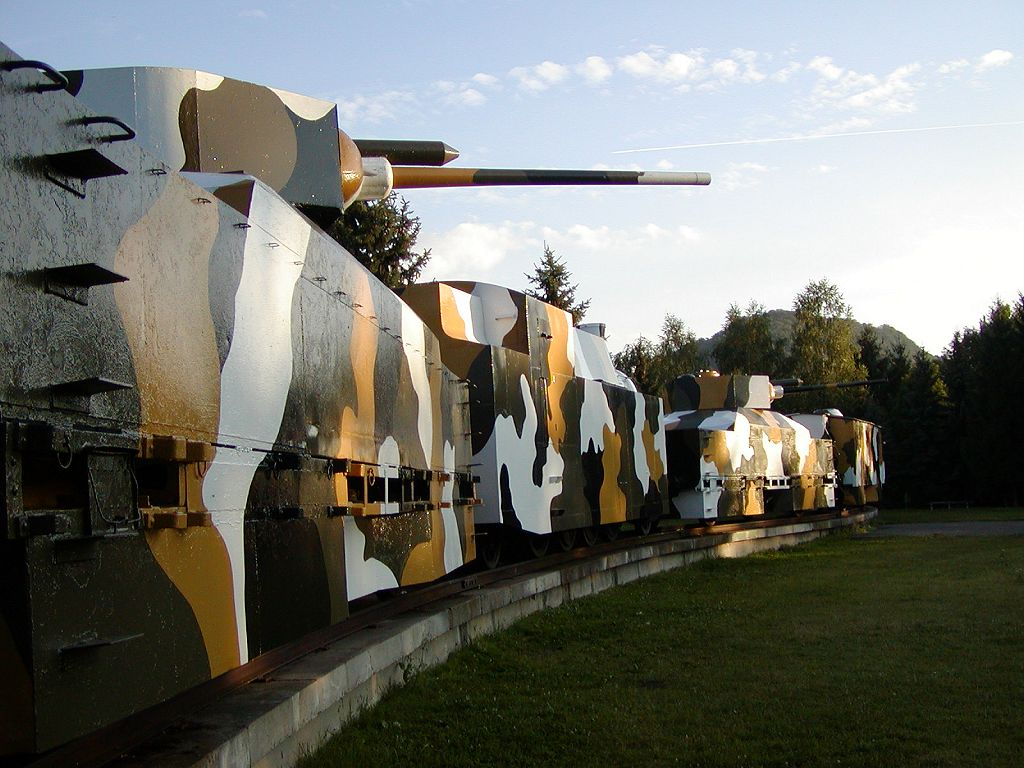
Il treno blindato Hurban, in uso dal 25 settembre 1944 (Zvolen).

Il 19 settembre il comando tedesco sostituì Gottlob Berger, che era stato al comando delle truppe che fronteggiavano l'insurrezione con il generale Hermann Höffle. I tedeschi disponevano di 48000 uomini, otto divisioni, comprese quattro di Waffen-SS e una formazione slovacca filonazista.
Il 1º ottobre l'esercito ribelle prese il nome di Primo esercito cecoslovacco in Slovacchia, per simboleggiare l'inizio della riunificazione cecoslovacca.
Una vasta controffensiva tedesca cominciò il 17-18 ottobre quando 35 000 tedeschi invasero il Paese dall'Ungheria, che era sotto il controllo tedesco fin dal 19 marzo 1944. Stalin richiese che l'avanzamento del secondo fronte ucraino fosse immediatamente dirottato dalla Slovacchia orientale verso Budapest. L'avanzata verso ovest delle forze sovietiche ebbe un arresto nel tardo ottobre 1944, quando gli interessi di Stalin si concentrarono sull'Ungheria, sull'Austria e sulla Polonia. Entro la fine di ottobre, le forze dell'Asse avevano recuperato la maggior parte dei territori insorti e circondato i combattenti. Gli scontri costarono almeno 10000 tra morti e feriti su entrambi i fronti.
Gli insorti dovettero evacuare Banská Bystrica il 27 ottobre appena prima della riconquista tedesca per prepararsi a cambiare la loro strategia a favore della guerriglia. Il 28 ottobre, Viest mandò a Londra un messaggio che annunciava la fine della Resistenza. il 30 ottobre, il generale Höffle e il presidente Tiso festeggiarono a Banská Bystrica e conferirono medaglie ai soldati tedeschi.

### Sviluppi
I partigiani e il resto delle forze regolari si rifugiarono in montagna. Come rappresaglia, i tedeschi condannarono a morte molti Slovacchi sospettati di favoreggiamento degli insorti e distrussero 93 villaggi per collaborazionismo. Una stima postuma dei caduti è di 5304 e le autorità scoprirono 211 fosse comuni. Le esecuzioni più numerose avvennero a Kremnička (747 morti) e Nemecká (900 morti).
Il 3 novembre i tedeschi catturarono Golian e Viest a Pohronský Bukovec; li interrogarono e li giustiziarono.
I reparti speciali e i servizi segreti si riunirono e richiesero rinforzi urgenti. I tedeschi però circondarono entrambi i gruppi il 25 dicembre e li catturarono. Alcuni uomini vennero giustiziati sommariamente, gli altri furono deportati a Mauthausen, dove furono torturati e giustiziati.